# Цезар Куников (голям десантен кораб, 1986)
„Цезар Куников“ е голям десантен кораб от проекта 775 (775/II). На въоръжение в Черноморския флот на Русия (Севастопол, 197-а бригада десантни кораби 30-а дивизия надводни кораби). Построен е в Полша от корабостроителницата „Сточня Полноцна Бохатерув Вестерпляте“ в Гданск под заводски номер 775/23. Бордов номер – 158.
Според едни данни – на 10 май 1989 г., според други – през 1991 г БДК-64 получава името си в чест на Героя на Съветския съюз Цезар Лвович Куников.
Подшефен кораб на град Зеленоград (от 1998 г.) и Челябинска област (от 2011 г.)

## Служба

### Прехвърлянето на руския контингент от KFOR
След марша на скок до Прищина на общия батальон на ВДВ от Босна и Херцеговина, БДК „Цезар Куников“ заедно с три други десантни кораба на Черноморския флот е задействан на морския участък от маршрута по прехвърлянето на основната част на руския контингент от KFOR от руското пристанище Туапсе до гръцкия порт Солун.

### Войната в Южна Осетия
През 2008 г. корабът взема участие в бойните действия на Черноморския флот по време на войната в Южна Осетия. На 10 август 2008 г. е флагман на групата руски кораби (БДК „Цезар Куников“, БДК „Саратов“, МРК „Мираж“ и МПК „Суздалец“), приел морския бой с група грузински катери.

### Последваща служба
От 6 юли 2013 г. до 24 октомври 2014 г. БДК „Цезар Куников“ преминава ремонт в кораборемонтния завод „Флотски арсенал“ в град Варна (България). В края на ноември корабът е отбуксиран в Севастопол, където след предаването от екипажа на курсовите задачи се връща в състава на силите в постоянна готовност.
През април 2015 г. съвместно с БДК „Николай Филченков“ провежда учения по морски десант. А от 5 до 8 май посещава Истамбул, където представлява Руската Федерация на международното изложение за въоръжения IDEF-2015. През октомври същата година БДК „Цезар Куников“ е насочен за Сирия с товар боеприпаси и оръжие за сирийската армия (операция „Сирийский экспресс“).
През април 2019 г. преминава ремонт на системата за рулево управление в 13 кораборемонтен завод на Черноморския флот.
На 14 февруари 2024 г. украинските въоръжени сили съобщават, че „Цезар Куников“ е потопен в морето край брега близо до град Алупка в Крим от морски дронове MAGURA V5, принадлежащи на Главното управление на разузнаването на Украйна въз основа на кадри от дрон, с Генералния щаб на украинските въоръжени сили по-късно повтори подобни твърдения в същия ден. Няма независимо потвърждение на твърдението. На същия ден през 1943 г. Цезар Лвович Куников, съветският герой, на когото е кръстен корабът, умира от раните си в Геленджик, получено по време на ожесточената битка за Малая Земля срещу германските сили.